# Кыж (деревня)
Кыж — деревня в Добрянском районе Пермского края. Входит в состав Вильвенского сельского поселения.

## Географическое положение
Расположена в нижнем течении реки Кыж, вблизи места её впадения в реку Вильва, примерно в 1,5 км к северу от административного центра поселения, посёлка Вильва.

## Население
| 2010 |
| ---- |
| 6    |

## Улицы
- Заручейная ул.
- Зеленая ул.
- Подгорная ул.
- Полевая ул.
- Сиреневая ул.

## Топографические карты
- Лист карты O-40-54 Вильва. Масштаб: 1 : 100 000. Издание 1977 г.